# دی‌ان‌ای محیطی

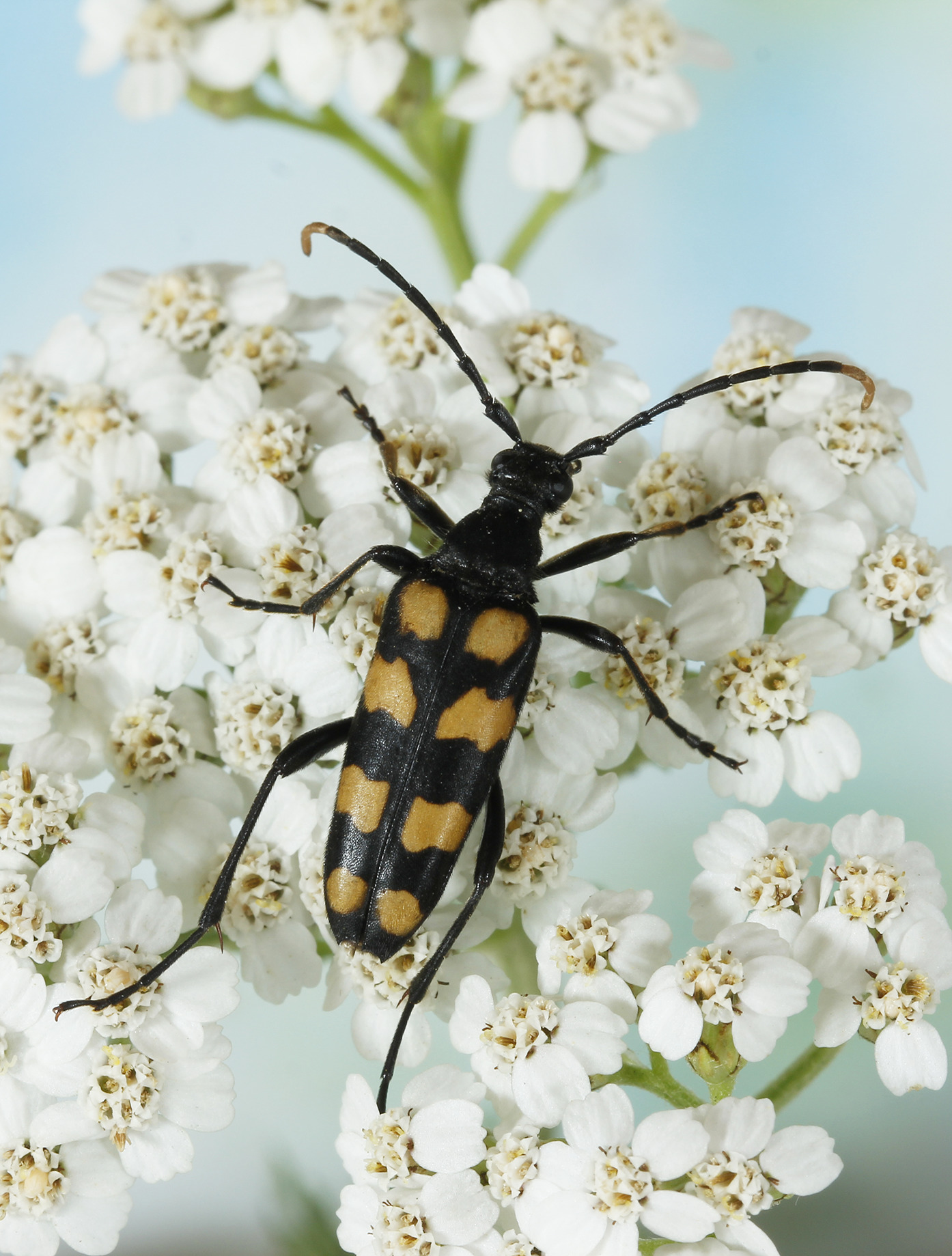
سوسک شاخک‌بلند، Leptura quadrifasciata، نمونه‌ای از حشره‌ای است که در بازدید از گل در مطالعه‌ای یافت شد که نشان داد دی‌ان‌ای محیطی (eDNA) از بندپایان پس از فعل و انفعالات بر روی گل‌های وحشی رسوب می‌کند.

دی‌ان‌ای محیطی (به انگلیسی: Environmental DNA, eDNA)، یک دی‌ان‌ای است که از نمونه‌های مختلف محیطی مانند خاک، آب دریا، برف یا هوا جمع‌آوری می‌شود، نه اینکه مستقیماً از یک موجود زنده نمونه‌برداری شود. با تعامل موجودات مختلف با محیط، دی‌ان‌ای از منابع مختلف دفع شده و در محیط اطراف آنها انباشته می‌شود.
در سال‌های اخیر، eDNA به‌عنوان ابزاری برای شناسایی حیات وحش در خطر انقراض که در غیر این صورت دیده نمی‌شدند، بهره‌گیری شده‌است. در سال ۲۰۲۰، پژوهشگران سلامت انسان بهره‌گیری مجدد از تکنیک‌های eDNA برای ردیابی همه‌گیری COVID-19 را آغاز کردند.
پژوهشگران منطقه دریاچه تجربی در انتاریو، کانادا و دانشگاه مک گیل دریافته‌اند که پراکندگی eDNA بازتاب‌دهنده لایه‌بندی دریاچه‌ها است. با تغییر فصل و دمای آب، چگالی آب نیز تغییر می‌کند، به طوری که در تابستان و زمستان لایه‌های جداگانه‌ای را در دریاچه‌های شمالی کوچک تشکیل می‌دهد. این لایه‌ها در فصل بهار و پاییز با هم آمیخته می‌شوند. همان‌طور که این پژوهشگران دریافتند، استفاده از زیستگاه ضروری ماهی با لایه‌بندی ارتباط دارد (مثلاً یک ماهی سردآبی مانند قزل‌آلای دریاچه در آب سرد می‌ماند) و پراکندگی eDNA نیز همین‌طور است.